# Internationaler Helsinki-Verein
Der Internationale Helsinki-Verein war eine Menschenrechtsorganisation, welche 1978 in der Schweiz von prominenten Persönlichkeiten gegründet wurde, um die Menschenrechtsverletzungen in den Ostblockstaaten zu beobachten und zu beanstanden. Vom Internationalen Helsinki-Verein entstand die Internationale Helsinki-Föderation für Menschenrechte (IHF, 1982) sowie die Schweizerische Helsinki-Vereinigung (1986).  

## Ziele
Der Internationale Helsinki-Verein wachte über die Einhaltung der Menschenrechte gemäß der Schlussakte der Konferenz über Sicherheit und Zusammenarbeit in Europa (KSZE), welche am 1. August 1975 in Helsinki unterzeichnet wurde. Auf hartnäckige Forderung der westeuropäischen Ländern gelang die Anerkennung der Achtung von Menschenrechten und Grundfreiheiten als Prinzip durch die Ostblockländer und eine Vereinbarung über die Zusammenarbeit auf dieser Grundlage zwischen Ost und West in humanitären Bereichen (sogenannter 3. Korb der Helsinki-Schlussakte). 
Dazu gehörten bessere Reise- und Kontaktmöglichkeiten für die Bürger, insbesondere Verwandtenbesuche und Familienzusammenführungen, erleichterter Austausch von Informationen und Ideen über die Blockgrenze (Eiserner Vorhang) hinweg, unter anderem bessere Arbeitsbedingungen für ausländische Journalisten und breiterer kultureller Austausch.

## Leitung
Präsident des Internationalen Helsinki-Vereins war der russische Oppositionelle und Bürgerrechtler Andrei Sacharow (Friedensnobelpreis 1975), der in seiner Tätigkeit durch das KGB verhindert wurde. 
Elisabeth Kopp, Schweizer FDP-Nationalrätin, leitete 1983 bis 1984 tatsächlich den Verein als geschäftsführende Präsidentin bis zu ihrer Wahl als Bundesrätin.

## Tätigkeit
Der Internationale Helsinki-Verein erinnerte die Regierungen der Unterzeichnerstaaten für die vereinbarten Verpflichtungen und intervenierte oft bei Belästigung, Verhaftung oder anderer Behinderung von Menschenrechtsaktivisten durch die Ostblockstaaten. Auch ihm ist es zu verdanken, dass diese Aktivisten dort nicht mehr einer totalen Willkür von Staatssicherheitsapparaten ausgeliefert wurden. 
Der Internationale Helsinki-Verein koordinierte den Informationsaustausch (1983 bis 1986 als Haupttätigkeit) mit den nationalen Bürgerrechtsbewegungen und Helsinki-Komitees, welche nach der KSZE-Konferenz von Helsinki in mehreren Ländern gegründet wurden, um  die Menschenrechtsverletzungen in den Ostblockstaaten ebenfalls zu beobachten:
- Moskauer Helsinki-Gruppe, 1976, Russland, Gründer: Juri Orlow (Leiter 1976 bis 1982), Ljudmila Alexejewa (Leiterin ab 1996), Pjotr Grigorenko u. a.
- KOR, 1976, Polen, Gründer: Jacek Kuroń, Adam Michnik u. a.
- Ukrainische Helsinki-Gruppe, 1976, Gründer Mykola Rudenko u. a.[1]
- Litauische Helsinki-Gruppe,  1976, Gründer: Tomas Venclova u. a.
- Charta 77, 1977, Tschechoslowakei, Gründer: Václav Havel, Jiří Hájek, Jiří Dienstbier u. a.
- Georgische Helsinki-Gruppe, 1977, Gründer: Swiad Gamsachurdia u. a.
- Norwegisches Helsinki-Komitee, 1977 (vergibt den Andrei Sacharow-Freiheitspreis)
- Helsinki Watch (später Human Rights Watch), 1978, USA.
- Dänisches Helsinki-Komitee, 1985, Gründer: Erik Siesby (Leiter 1985 bis 1999)
- Ungarisches Helsinki-Komitee, 1989, Gründer: Ferenc Kőszeg u. a.

## Nachfolgeorganisationen
Ende 1982 gründeten Vertreter von mehreren westlichen Helsinki-Komitees (Belgien, Frankreich, Kanada,  Niederlande, Norwegen, Österreich, Schweden, USA) in Bellagio eine gemeinsame Dachorganisation, die Internationale Helsinki-Föderation für Menschenrechte (IHF) mit Sitz in Wien. Ihr übertrug der Internationale Helsinki-Verein 1983 seine Tätigkeiten teilweise und nach seiner Auflösung 1986 vollständig. Danach formte sich der Verein zur nationalen Mitgliedsorganisation der IHF unter dem Namen Schweizerische Helsinki-Vereinigung.